# Volkan Arslan
Volkan Arslan est un footballeur turc né le 29 août 1978 à Hanovre en Allemagne.

## Carrière
- 1998-1999 : Hanovre 96  Allemagne
- 1999-2000 : Rot-Weiss Essen  Allemagne
- 2000-2002 : Adanaspor  Turquie
- 2002-2003 : Kocaelispor  Turquie
- 2002-2006 : Galatasaray  Turquie
- 2006-2007 : Ankaraspor  Turquie
- 2007-2008 : Gaziantepspor  Turquie
- 2008-2009 : Antalyaspor  Turquie
- 2009 : Ankaragücü  Turquie
- 2010- : Orduspor  Turquie[1]

## Palmarès
- 11 sélections et 0 buts avec l'équipe de Turquie entre 2003 et 2006[2]
- Champion de Turquie en 2006 avec Galatasaray
- Vainqueur de la Coupe de Turquie en 2005 avec Galatasaray